# Голенищево (Торжокский район)
Голени́щево — деревня в Торжокском районе Тверской области. Относится к Грузинскому сельскому поселению.
Расположена на правом берегу Тверцы в 4 км к югу от города Торжка.
На железнодорожной линии «Торжок—Ржев» есть разъезд Голенищево, в 2 км от деревни.
Население по переписи 2002 года — 71 человек, 32 мужчины, 39 женщины.

## История
В 1859 году в казённой деревне Голенищево (Голянищево) Новоторжского уезда 68 дворов, 455 жителей. В 1884 году в деревне 76 дворов, 487 жителей; в приходе погоста Семёновского («Святой Семён»), входит в Новоторжскую волость. По переписи 1920 года в деревне 518 жителей.
В 1996 году — 37 хозяйств, 82 жителя.